# Louis-Henri Nicot
Louis-Henri Nicot (* 12. Februar 1878 in Rennes; † 12. Juli 1944) war ein französischer Bildhauer bretonischer Abstammung.

## Leben
Er war der Sohn des Unternehmers Henri Amédée Nicot und seiner Frau Blanche Augustine Ardilouze. Ausgebildet wurde er zunächst an der "École des Beaux-Arts" (Kunstakademie) in Rennes. 
Er war Professor an der Hochschule für angewandte Kunst in Paris und Goldmedaillenträger des Salon des Artistes français. 
Vom 11. April bis 15. Oktober Jahr 2005 war Louis-Henri Nicot eine Sonderausstellung im Porzellanmuseum Musée de la Faïence in Quimper gewidmet.

## Werke
Als Bildhauer fertigte er die Plastiken am Justizgebäude von Reims und das Denkmal für die Toten der Armée du Rhin auf dem Hauptfriedhof Mainz. Zu seinen Werken gehören:
- La Fille au Lévrier (in Luxemburg),
- Evangélin,
- Après le bain (nach dem Bad)
- La célèbre Annaïg Mam Goz du Faouët,
- zahlreiche bretonische Keramik auf Rechnung des Fayenciers Henriot  aus Quimper. darunter 
  -  Les Trois Commères,
  - Léonard au Veau,
  - la Marchande de Poulets

Er fertigte auch die Büsten des Admirals Guépratte und des Schriftstellers Charles Le Goffic sowie zahlreiche französische Kriegerdenkmäler.